# Авл Семпроній Атратін (начальник кінноти 380 року до н. е.)
Авл Семпро́ній Атраті́н (лат. Aulus Sempronius Atratinus; IV століття до н. е.) — політичний і військовий діяч Римської республіки; начальник кінноти 380 року до н. е.

## Біографія
Походив з патриціанського роду Семпроніїв. Про молоді роки Авла Семпронія відомості не збереглися. Син Авл Семпроній Атратін, військового трибуна з консульською владою 425, 420 і 416 років до н. е., онук Луція Семпронія Атратіна, консула 445 року до н. е.
Відомо, що 380 року до н. е. призначений римським сенатом диктатором для війни проти латинян, герніків і міста Пренеста Тит Квінкцій Цинциннат Капітолін у свою чергу призначив Авла Семпронія своїм заступником — начальником кінноти. Вони розбили ворога на річці Алія, де колись Бренн на чолі галів-сенонів наніс тяжку поразку римському війську, після чого захопили в нього 9 міст, тим самим змусивши супротивників Риму укласти мирну угоду.
Після цього року про подальшу долю Авла Семпронія згадок немає.